# Caupo de Turaida
Caupo de Turaida, ou Kaupo (falecido em 21 de setembro de 1217) foi o líder do povo livônio de língua finlandesa no início do século XIII, no que é agora parte da Letónia e Estónia. Ele às vezes é chamado de 'Rei da Livônia', a Crônica de Henrique da Livônia o chama de quasi rex, 'como um rei'.

## Biografia
Ele foi o primeiro livônio proeminente a ser batizado. Ele provavelmente foi batizado por volta de 1191 por um padre chamado Teodorico. Ele se tornou um cristão fervoroso e amigo de Alberto de Buxhoeveden, bispo de Riga, que o levou de 1203-1204 até Roma e o apresentou ao Papa Inocêncio III. O papa ficou impressionado com o chefe pagão convertido e apresentou-lhe uma Bíblia. Quando ele voltou da viagem, sua tribo se rebelou contra ele e Caupo ajudou a conquistar e destruir seu próprio antigo Castelo de Turaida em 1212. O castelo foi reconstruído dois anos depois como um castelo de pedra que está bem preservado até hoje.
Caupo participou de um ataque cruzado contra os ainda pagãos estonianos e foi morto na Batalha de São Mateus em 1217 contra as tropas do líder estoniano Lembitu de Lehola. Ele não tinha herdeiros do sexo masculino, pois seu filho Bertold foi morto em 1210 na Batalha de Imera contra os estonianos. Ele deixou sua herança para a igreja, mas a família Lieven mais tarde reivindicou descendência feminina dele.
Estonianos modernos, letões e os poucos livonianos restantes não têm uma visão consensual sobre o papel histórico de Caupo. Alguns o consideram traidor e agente inimigo. Outros o consideram um líder visionário que queria que seu povo fizesse parte da cultura cristã e europeia. Ambos os julgamentos atribuem as visões do século 19 sobre a nacionalidade a um chefe medieval. As lendas letãs, no entanto, são inequívocas: lá ele é chamado de "Kaupo, o maldito, o flagelo dos vivos ... Kaupo, que vendeu sua alma aos bispos estrangeiros."